# Bălțați
Bălțați là một xã thuộc hạt Iași, România. Dân số thời điểm năm 2002 là 5056 người.